# Какскерта
Какскерта (фин. Kakskerta, швед. Kaxbyrita ö) — бывший муниципалитет, а ныне — один из районов города Турку, входящий в территориальный округ Хирвенсало-Какскерта. Муниципалитет был присоединён к Турку в 1968 году.

## Географическое положение
Район расположен в южной части города на одноимённом острове в Архипелаговом море. В центре острова расположено одноимённое озеро.

## Население
Район относится к малозаселённым. В 2004 году численность населения составляла 633 человек, из которых дети моложе 15 лет — 19,43 %, а старше 65 лет — 11,85 %. Финским языком в качестве родного владели 94,94 %, шведским — 4,27 %, другими — 0,79 % населения района.